# Jacques Rogge
Jacques Rogge, Greve Rogge, född 2 maj 1942 i Gent, Belgien, död 29 augusti 2021 i Deinze, Belgien, var en belgisk läkare (ortopedisk kirurg) som var ordförande (president) i Internationella olympiska kommittén (IOK) 2001–2013.
Han tävlade själv i segling (finnjolle) vid tre olympiska spel; 1968, 1972 och 1976, och spelade i det belgiska landslaget i rugby.
Rogge anses ha bidragit till att återupprätta IOK:s rykte efter korruptionsskandaler under hans företrädare Juan Antonio Samaranchs ordförandetid, bland annat i samband med att Salt Lake City utsågs att arrangera Olympiska vinterspelen 2002.

## Utmärkelser
- Hedersdoktor vid universitetet i Gent,  22 mars 2002[4]
- Hedersdoktor vid Pekings idrottsuniversitet,  2006[5]
- Riddare med storkors av Litauens förtjänstorden,  10 januari 2006[6]
- Storkorsriddare av Republiken Italiens förtjänstorden,  6 mars 2006[7]
- Tredje klass av Jaroslav den vises orden,  29 september 2006[8]
- Champions of the Earth,  2007
- Wisam aliaistihqaq alwatanii bidarajat euhayd (aljazayir),  22 juli 2007[9]
- Storofficer i guld av Österrikiska republikens förtjänstorden,  2008[10]
- O. R. Tambos följeslagares orden,  27 april 2010[11]
- Förtjänstorden, första rangen,  16 december 2010[12]
- Drottning Jelenas stororden,  20 juli 2011[13]
- Kommendör av Oranien-Nassauorden,  26 november 2012[14]
- Storkors av Kronorden,  2013[15]
- Gouden Penning,  2013[16]
- Æresdoktor ved Syddansk Universitet,  4 oktober 2013[17]
- Kommendör av Sankt Mikaels och Sankt Georgsorden,  2014
- Storkors av Adolf av Nassaus civil- och militärförtjänstorden,  2 mars 2015[18]
- Förtjänstorden, tredje graden
- Jamaicas förtjänstorden
- Litauens förtjänstorden
- Officer av Hederslegionen
- Hedersdoktor vid Portos universitet
- Ryska vänskapsorden[19]
- Hedersdoktor vid Katholieke Universiteit Leuven
- Kommendörskors av Republiken Polens förtjänstorden
- Hedersdoktor vid Semmelweis Universitet
- Gyllene olympiska orden

[Redigera Wikidata]